# Oedicarena latifrons
Oedicarena latifrons är en tvåvingeart som först beskrevs av Wulp 1899.  Oedicarena latifrons ingår i släktet Oedicarena och familjen borrflugor. Inga underarter finns listade i Catalogue of Life.